# Виндавская улица (Санкт-Петербург)
Винда́вская улица — улица на Гутуевском острове в Кировском районе Санкт-Петербурга. Проходит от Межевого канала до Двинской улицы.

## История
Название Виндавская улица получила 16 апреля 1887 года по городу Виндава в Латвии, в ряду проездов Нарвской полицейской части, названных по городам прибалтийских губерний России.
Изначально проходила до набережной Сельдяного канала, но в 1950-х годах сокращена до современного состояния.

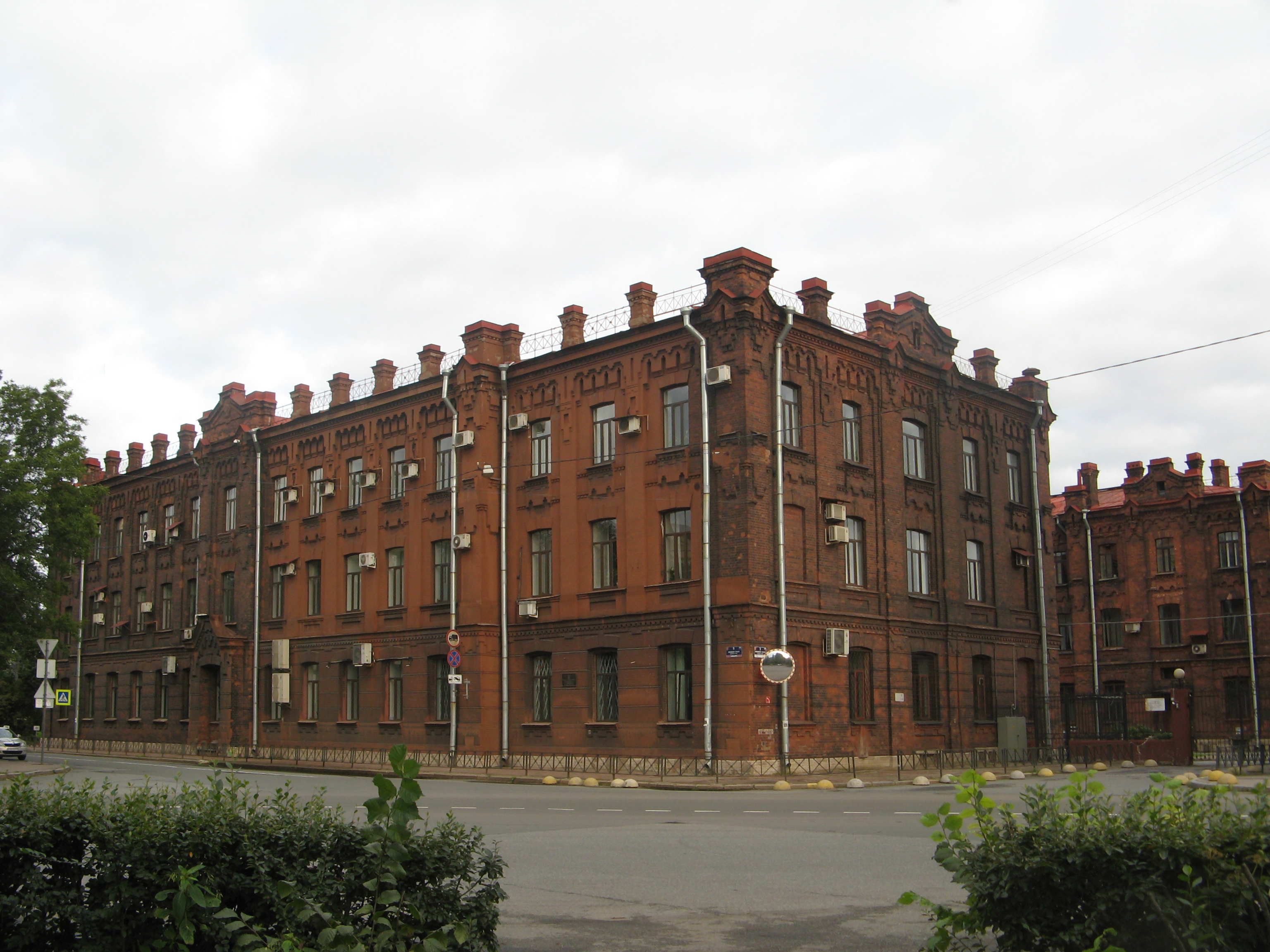
Здание портовой таможни, вид от Виндавской улицы

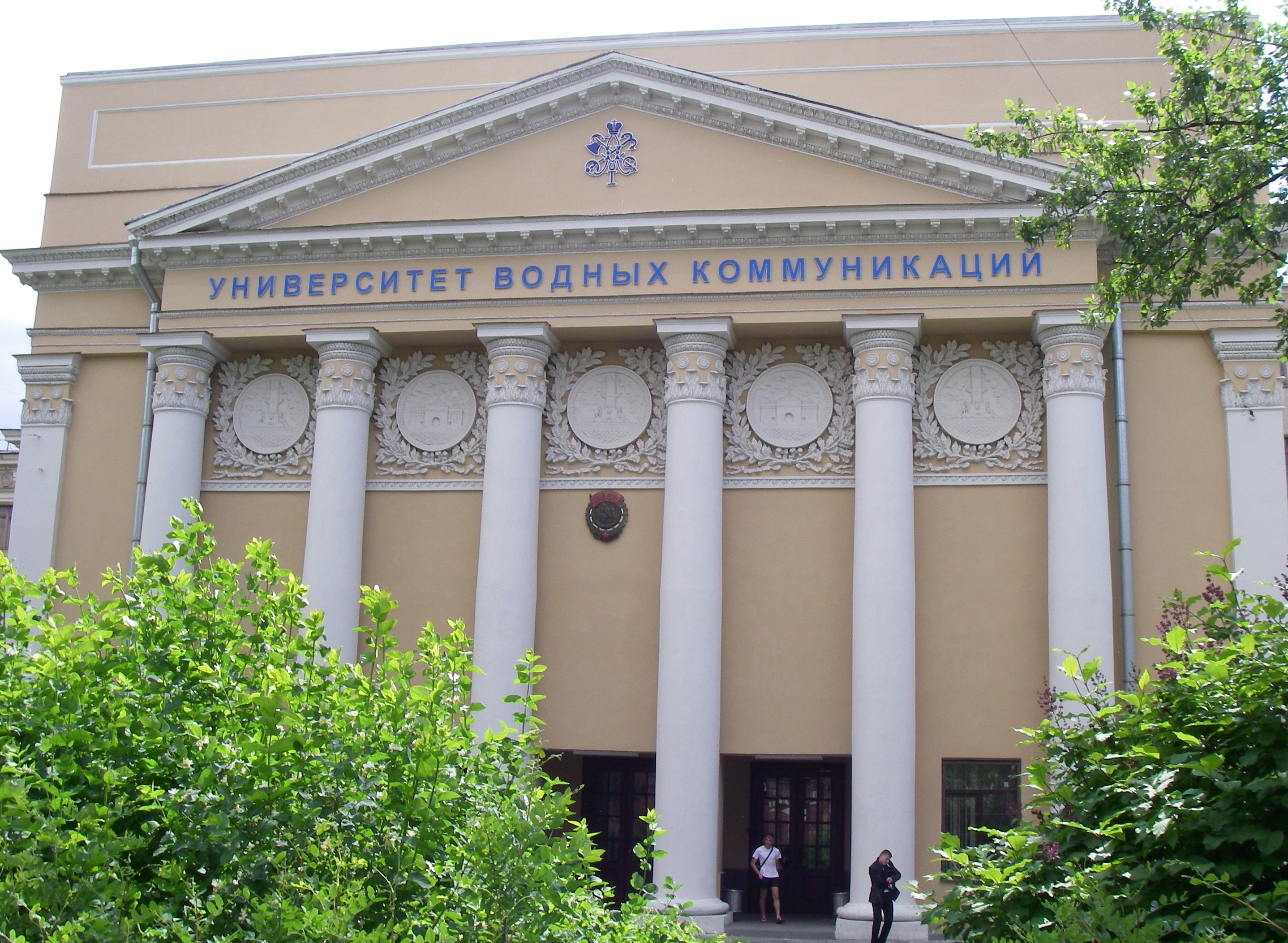
Здание университета водных коммуникаций

## Пересечения
- Межевой канал
- Двинская улица

## Транспорт
По улице проходят автобусные маршруты № 22, 43, 70, 71, 290.
С 1923 года до середины 2001 года на улице существовало трамвайное движение, линия использовалась трамвайными маршрутами, шедшими до конечной станции «Порт».

## Достопримечательности
- В начале улицы — историческое здание портовой таможни, построенное в конце XIX века (проект гражданских инженеров Г. М. Курдюмова и В. А. Лучинского) в ряду других портовых зданий и сооружений (адрес: Межевой канал, дом 5).  памятник архитектуры (вновь выявленный объект)[3]
- Дом 1 — Санкт-Петербургский государственный университет водных коммуникаций
- Дом 2 — Дворец культуры моряков